# Saison 1971-1972 des Bruins de Boston
Autres saisons
La saison 1971-1972 est la 48e saison de hockey sur glace jouée par les Bruins de Boston dans la Ligue nationale de hockey.

## Saison régulière

### Contexte de la saison
Après avoir remporté la Coupe Stanley en 1970, les Bruins surclassent les autres franchises lors de la saison régulière suivante, et sont les favoris à leur propre succession mais subissent une désillusion en étant éliminés au premier tour des séries, en sept matchs, par les Canadiens de Montréal. L'équipe, qui avait subi peu de changements depuis la dernière Coupe Stanley, reste quasi inchangée en 1972 : les neuf meilleurs pointeurs de la saison 1969-70 sont toujours présents, et emmenés par les deux joueurs vedettes Bobby Orr et Phil Esposito. Dans les buts, l'association Gerry Cheevers-Eddie Johnston est reconduite ; ils continuent de se partager la tâche depuis 1967. Le seul changement notable est celui d'entraîneur : malgré le titre de 1970 et trois jours après avoir remporté la Coupe, Harry Sinden annonce qu'il quitte les Bruins dont le président lui refuse une augmentation ; il est alors remplacé par Tom Johnson.
Le premier match de la saison voit les Rangers de New York battre les Bruins 4-1 à domicile mais les Bruins prennent leur revanche lors de leur deuxième rencontre de l'année, à New York cette fois-ci, où ils gagnent 6-1. Le début de saison est ensuite moyen puisqu'après quatorze matchs, les Bruins sont à la 3e place de la division Est avec 7 points de retard sur les Rangers. Le 17 novembre, Ivan Boldirev est échangé aux Golden Seals de la Californie contre Richard Leduc et Chris Oddleifson alors que l'équipe vient d'entamer une série de douze matchs consécutifs sans défaite, dont onze victoires. À la mi-saison, l'équipe est en lice pour la première place alors qu'elle a dû se passer des services de Don Awrey, l'habituel coéquipier en défense de Bobby Orr, en raison d'une blessure à la jambe ainsi que du coéquipier de ligne de Phil Esposito, Ken Hodge, pendant vingt matchs à cause d'une blessure à la cheville. Le 13 janvier, un match nul marque une nouvelle série de matchs sans défaite, treize cette fois-ci, au cours de laquelle les Bruins remportent dix rencontres et prennent la tête de la division devant les Rangers. Après un match perdu 8-2 à Buffalo, ils enregistrent une nouvelle série de onze victoires et un match nul en douze matchs. Entre-temps, le 23 février, c'est au tour de Reggie Leach, Rick Smith et Bob Stewart d'être envoyés en Californie contre Carol Vadnais et Don O'Donoghue. Des quatre joueurs arrivés en cours de saison, seul Carol Vadnais est intégré à l'effectif des Bruins. Le 4 mars, ils mènent la ligue avec 105 points, soit 9 points de plus que leur rivaux de la division Est, les Rangers, et 16 de plus que les Black Hawks de Chicago premiers de la division Ouest. La fin de saison est moins dominatrice pour les Bruins qui perdent cinq de leurs treize dernières rencontres mais ils terminent cependant en tête de la ligue, 10 points devant les Rangers, 11 devant les Canadiens et 12 devant les vainqueurs de la division Ouest, les Black Hawks.

### Classement
| Équipe                 | V  | D  | N  | Pts | BP  | BC  | PUN  |
| ---------------------- | -- | -- | -- | --- | --- | --- | ---- |
| Bruins de Boston       | 54 | 13 | 11 | 119 | 330 | 204 | 1112 |
| Rangers de New York    | 48 | 17 | 13 | 109 | 317 | 192 | 1010 |
| Canadiens de Montréal  | 46 | 16 | 16 | 108 | 307 | 205 | 783  |
| Maple Leafs de Toronto | 33 | 31 | 14 | 80  | 209 | 208 | 887  |
| Red Wings de Détroit   | 33 | 35 | 10 | 76  | 261 | 262 | 850  |
| Sabres de Buffalo      | 16 | 43 | 19 | 51  | 203 | 289 | 831  |
| Canucks de Vancouver   | 20 | 50 | 8  | 48  | 203 | 297 | 1092 |

### Match après match
Ce tableau reprend les résultats de l'équipe au cours de la saison, les buts marqués par les Bruins étant inscrits en premier.
| Date    | Résultat  | Adversaire                      | Score | Fiche (V-D-N) |
| ------- | --------- | ------------------------------- | ----- | ------------- |
| 10 oct. | défaite   | Rangers de New York             | 1-4   | 0-1-0         |
| 13 oct. | victoire  | @ Rangers de New York           | 6-1   | 1-1-0         |
| 14 oct. | victoire  | Sabres de Buffalo               | 6-2   | 2-1-0         |
| 17 oct. | défaite   | Maple Leafs de Toronto          | 2-2   | 2-1-1         |
| 20 oct. | victoire  | Red Wings de Détroit            | 4-3   | 3-1-1         |
| 22 oct. | victoire  | @ Golden Seals de la Californie | 5-1   | 4-1-1         |
| 24 oct. | victoire  | @ Canucks de Vancouver          | 4-3   | 5-1-1         |
| 27 oct. | défaite   | @ Canadiens de Montréal         | 2-5   | 5-2-1         |
| 28 oct. | défaite   | Golden Seals de la Californie   | 0-2   | 5-3-1         |
| 31 oct. | victoire  | North Stars du Minnesota        | 5-2   | 6-3-1         |
| 4 nov.  | victoire  | Blues de Saint-Louis            | 6-1   | 7-3-1         |
| 6 nov.  | victoire  | @ Red Wings de Détroit          | 2-1   | 8-3-1         |
| 7 nov.  | défaite   | Canadiens de Montréal           | 2-3   | 8-4-1         |
| 10 nov. | défaite   | @ Blackhawks de Chicago         | 1-3   | 8-5-1         |
| 11 nov. | victoire  | Golden Seals de la Californie   | 5-2   | 9-5-1         |
| 14 nov. | victoire  | Kings de Los Angeles            | 11-2  | 10-5-1        |
| 18 nov. | victoire  | Canucks de Vancouver            | 5-0   | 11-5-1        |
| 20 nov. | victoire  | Blackhawks de Chicago           | 2-1   | 12-5-1        |
| 21 nov. | victoire  | Blues de Saint-Louis            | 6-2   | 13-5-1        |
| 24 nov. | victoire  | @ Flyers de Philadelphie        | 2-1   | 14-5-1        |
| 25 nov. | victoire  | Flyers de Philadelphie          | 4-2   | 15-5-1        |
| 27 nov. | match nul | @ Blues de Saint-Louis          | 6-6   | 15-5-2        |
| 4 déc.  | victoire  | @ Maple Leafs de Toronto        | 5-3   | 16-5-2        |
| 5 déc.  | victoire  | Penguins de Pittsburgh          | 5-3   | 17-5-2        |
| 8 déc.  | victoire  | @ Kings de Los Angeles          | 5-3   | 18-5-2        |
| 11 déc. | victoire  | @ Canucks de Vancouver          | 6-2   | 19-5-2        |
| 12 déc. | défaite   | @ Golden Seals de la Californie | 2-4   | 19-6-2        |
| 16 déc. | victoire  | Rangers de New York             | 8-1   | 20-6-2        |
| 18 déc. | victoire  | @ Penguins de Pittsburgh        | 4-3   | 21-6-2        |
| 19 déc. | match nul | Penguins de Pittsburgh          | 2-2   | 21-6-3        |
| 23 déc. | match nul | @ Sabres de Buffalo             | 4-4   | 21-6-4        |
| 25 déc. | victoire  | Flyers de Philadelphie          | 5-1   | 22-6-4        |
| 26 déc. | victoire  | Maple Leafs de Toronto          | 3-1   | 23-6-4        |
| 29 déc. | victoire  | @ Blackhawks de Chicago         | 5-1   | 24-6-4        |
| 30 déc. | match nul | @ North Stars du Minnesota      | 2-2   | 24-6-5        |
| 2 jan.  | victoire  | @ Rangers de New York           | 4-1   | 25-6-5        |
| 5 jan.  | victoire  | @ Maple Leafs de Toronto        | 2-0   | 26-6-5        |
| 6 jan.  | victoire  | @ Sabres de Buffalo             | 5-2   | 27-6-5        |
| 8 jan.  | défaite   | @ Blues de Saint-Louis          | 3-5   | 27-7-5        |
| 12 jan. | match nul | @ Penguins de Pittsburgh        | 2-2   | 27-7-6        |
| 13 jan. | match nul | Kings de Los Angeles            | 1-1   | 27-7-7        |
| 15 jan. | victoire  | Blackhawks de Chicago           | 4-2   | 28-7-7        |
| 16 jan. | victoire  | Red Wings de Détroit            | 9-2   | 29-7-7        |
| 18 jan. | victoire  | @ Blues de Saint-Louis          | 2-0   | 30-7-7        |
| 22 jan. | victoire  | @ Canadiens de Montréal         | 8-5   | 31-7-7        |
| 23 jan. | match nul | Sabres de Buffalo               | 3-3   | 31-7-8        |
| 27 jan. | victoire  | Flyers de Philadelphie          | 4-2   | 32-7-8        |
| 29 jan. | victoire  | @ Flyers de Philadelphie        | 4-2   | 33-7-8        |
| 30 jan. | victoire  | Blues de Saint-Louis            | 5-2   | 34-7-8        |
| 2 fév.  | victoire  | @ Rangers de New York           | 2-0   | 35-7-8        |
| 3 fév.  | victoire  | North Stars du Minnesota        | 6-1   | 36-7-8        |
| 5 fév.  | victoire  | Red Wings de Détroit            | 3-2   | 37-7-8        |
| 6 fév.  | défaite   | @ Sabres de Buffalo             | 2-8   | 37-8-8        |
| 10 fév. | victoire  | Canucks de Vancouver            | 9-1   | 38-8-8        |
| 12 fév. | victoire  | Sabres de Buffalo               | 5-1   | 39-8-8        |
| 13 fév. | match nul | Canadiens de Montréal           | 2-2   | 39-8-9        |
| 15 fév. | victoire  | Golden Seals de la Californie   | 6-3   | 40-8-9        |
| 17 fév. | victoire  | @ Flyers de Philadelphie        | 4-1   | 41-8-9        |
| 19 fév. | victoire  | @ North Stars du Minnesota      | 6-4   | 42-8-9        |
| 20 fév. | victoire  | @ Blackhawks de Chicago         | 3-1   | 43-8-9        |
| 22 fév. | victoire  | @ Canucks de Vancouver          | 4-3   | 44-8-9        |
| 23 fév. | victoire  | @ Golden Seals de la Californie | 8-6   | 45-8-9        |
| 26 fév. | victoire  | @ Kings de Los Angeles          | 5-4   | 46-8-9        |
| 2 mars  | victoire  | Canucks de Vancouver            | 7-3   | 47-8-9        |
| 4 mars  | victoire  | @ Red Wings de Détroit          | 5-4   | 48-8-9        |
| 5 mars  | défaite   | Kings de Los Angeles            | 0-2   | 48-9-9        |
| 8 mars  | victoire  | @ North Stars du Minnesota      | 5-4   | 49-9-9        |
| 11 mars | défaite   | @ Penguins de Pittsburgh        | 4-6   | 49-10-9       |
| 12 mars | match nul | Penguins de Pittsburgh          | 4-4   | 49-10-10      |
| 16 mars | victoire  | @ Kings de Los Angeles          | 8-3   | 50-10-10      |
| 19 mars | victoire  | North Stars du Minnesota        | 7-3   | 51-10-10      |
| 23 mars | victoire  | Rangers de New York             | 4-1   | 52-10-10      |
| 25 mars | match nul | Blackhawks de Chicago           | 5-5   | 52-10-11      |
| 26 mars | victoire  | Canadiens de Montréal           | 5-4   | 53-10-11      |
| 28 mars | défaite   | @ Red Wings de Détroit          | 3-6   | 53-11-11      |
| 29 mars | défaite   | @ Maple Leafs de Toronto        | 1-4   | 53-12-11      |
| 1 avr.  | match nul | @ Canadiens de Montréal         | 2-6   | 53-13-11      |
| 2 avr.  | victoire  | Maple Leafs de Toronto          | 6-4   | 54-13-11      |

### Classement des joueurs
- * Les statistiques écrites en gras sont celles des meneurs de l'équipe.

| Joueur             | Poste | PJ | B  | A  | Pts | PUN | Commentaire                                               |
| ------------------ | ----- | -- | -- | -- | --- | --- | --------------------------------------------------------- |
| Phil Esposito      | C     | 76 | 66 | 67 | 133 | 76  |                                                           |
| Bobby Orr          | D     | 76 | 37 | 80 | 117 | 106 |                                                           |
| Johnny Bucyk       | AG    | 78 | 32 | 51 | 83  | 4   |                                                           |
| Fred Stanfield     | AG    | 78 | 23 | 56 | 79  | 12  |                                                           |
| John McKenzie (en) | AD    | 77 | 22 | 47 | 69  | 126 |                                                           |
| Derek Sanderson    | C     | 78 | 25 | 33 | 58  | 108 |                                                           |
| Mike Walton        | C     | 76 | 28 | 28 | 56  | 45  |                                                           |
| Ken Hodge          | AD    | 60 | 16 | 40 | 56  | 81  |                                                           |
| Wayne Cashman      | AD    | 74 | 23 | 29 | 52  | 103 |                                                           |
| Ed Westfall        | AD    | 77 | 18 | 26 | 44  | 19  |                                                           |
| Dallas Smith (en)  | D     | 78 | 8  | 22 | 30  | 132 |                                                           |
| Garnet Bailey      | AG    | 73 | 9  | 13 | 22  | 64  |                                                           |
| Reggie Leach       | AD    | 56 | 7  | 13 | 20  | 12  | Termine la saison avec les Golden Seals de la Californie  |
| Ted Green          | D     | 54 | 1  | 16 | 17  | 21  |                                                           |
| Rick Smith         | D     | 61 | 2  | 12 | 14  | 46  | Termine la saison avec les Golden Seals de la Californie  |
| Don Marcotte       | AG    | 47 | 6  | 4  | 10  | 12  |                                                           |
| Carol Vadnais      | D     | 16 | 4  | 6  | 10  | 37  | Commence la saison avec les Golden Seals de la Californie |
| Don Awrey          | D     | 34 | 1  | 8  | 9   | 52  |                                                           |
| Ivan Boldirev      | C     | 11 | 0  | 2  | 2   | 6   | Termine la saison avec les Golden Seals de la Californie  |
| Terry O'Reilly     | AD    | 1  | 1  | 0  | 1   | 0   |                                                           |
| Doug Roberts (en)  | AD    | 3  | 1  | 0  | 1   | 0   |                                                           |
| Matt Ravlich (en)  | D     | 25 | 0  | 1  | 1   | 2   |                                                           |
| Ron Jones          | D     | 1  | 0  | 0  | 0   | 0   |                                                           |
| Nick Beverley (en) | D     | 1  | 0  | 0  | 0   | 0   |                                                           |
| Garry Peters (en)  | C     | 2  | 0  | 0  | 0   | 2   |                                                           |
| Bob Stewart        | D     | 8  | 0  | 0  | 0   | 15  | Termine la saison avec les Golden Seals de la Californie  |

| Joueur         | PJ | V  | D | N | Min   | BC  | Bl | M    |
| -------------- | -- | -- | - | - | ----- | --- | -- | ---- |
| Gerry Cheevers | 41 | 27 | 5 | 8 | 2 420 | 101 | 2  | 2,50 |
| Eddie Johnston | 38 | 27 | 8 | 3 | 2 260 | 102 | 2  | 2,71 |

## Séries éliminatoires
Pour la première ronde des séries, les Bruins sont opposés aux Maple Leafs de Toronto qui ont terminé à la quatrième place de la division Est, 29 points derrière Boston. Le premier match est remporté aisément par les Bruins 5-0 grâce à deux buts de Phil Esposito, et un de McKenzie, Marcotte et Stanfield. Malgré un retard de deux buts lors du deuxième match, Toronto parvient à remporter la victoire en prolongation grâce à un but de Jim Harrison et à égaliser la série 1-1. Les Bruins se rendent ensuite chez les Maple Leafs pour le troisième match ; après 18 minutes de jeu dans la deuxième période et alors que le score est toujours vierge, Darryl Sittler des Maple Leafs écope d'une pénalité mineure que les Bruins mettent à profit pour ouvrir la marque grâce à Bobby Orr. Après un deuxième but de Orr en troisième période et grâce à un blanchissage de leur gardien, les Bruins remportent le troisième match de la série pour mener 2-1. Le quatrième match voit une nouvelle victoire de Boston grâce, notamment, à deux buts de Ken Hodge en troisième période ; il marque ensuite le but vainqueur du cinquième et dernier match de la série qui qualifie les Bruins pour le tour suivant.
Les adversaires suivants des Bruins sont les Blues de Saint-Louis qui ont terminé à la troisième place de la division Ouest et viennent d'éliminer les North Stars du Minnesota en sept matchs. Les deux premières rencontres, jouées à Boston, voient une domination des Bruins qui surclassent leur adversaire 6-1 puis 10-2. Les deux matchs suivants se déroulent à Saint-Louis ; si le troisième ressemble aux deux premiers avec une victoire 7-1 de Boston, le quatrième est plus serré, mais ce sont à nouveau les Bruins qui l'emportent 5-3. La confrontation se termine avec un total record de 28 buts marqués par les Bruins pour une série disputée en quatre matchs.
En finale, ils rencontrent leur rivaux et dauphins de la saison régulière, les Rangers de New York, qui ont éliminé successivement les Canadiens de Montréal en six matchs puis les Black Hawks de Chicago en quatre matchs. Lors de la première rencontre, les Bruins semblent se diriger vers une victoire facile alors qu'il mènent 5-1 grâce à des buts de Derek Sanderson, Fred Stanfield et un coup du chapeau de Ken Hodge mais les Rangers parviennent à égaliser en milieu de troisième période ; c'est finalement 
Garnet Bailey qui marque le but de la victoire 6-5 pour les Bruins. Pour le deuxième match, les deux équipes changent de gardien : Ed Giacomin est remplacé par Gilles Villemure chez les Rangers alors que Cheevers laisse sa place à Johnston chez les Bruins. Ce sont ces derniers qui ouvrent le score par Johnny Bucyk avant que les Rangers n'égalisent mais, lors d'un avantage numérique à cinq contre trois en troisième période, Hodge donne la victoire au Bruins qui mènent alors la série 2-0. Cette victoire est la septième consécutive des Bruins contre les Rangers depuis leur défaite lors du tout premier match de la saison. Le début du troisième match est dominé par New York qui mène 3-0 en première période ; les Bruins réduisent ensuite la marque grâce à Mike Walton puis Bobby Orr mais ce sont les Rangers qui ont le dernier mot et mettent fin à la série de défaites. Après le match précédent qui a vu quelques bagarres éclater, la quatrième rencontre est marquée par 76 minutes de pénalité sifflées par l'arbitre au cours de la première période. Ce sont les Bruins qui s'imposent 3-2 et ne sont plus qu'à une victoire de leur cinquième Coupe Stanley. Les Rangers contrarient les plans des Bruins qui espèrent remporter la Coupe à Boston lors du cinquième match en prenant leur revanche sur le même score 3-2. C'est finalement au cours du sixième match joué à New York que les Bruins remportent la coupe grâce à un blanchissage de Cheevers et un but et une passe de Bobby Orr ; avec 24 points en séries, il établit un nouveau record pour un défenseur.
À titre individuel, Phil Esposito remporte le trophée Art-Ross du meilleur pointeur de la saison régulière avec 133 points ; Boby Orr termine à la deuxième place de la ligue avec 116 points. Ce dernier est par ailleurs récompensé à quatre reprises par la LNH qui lui remet les trophées Hart en tant que meilleur joueur, Conn-Smythe pour le meilleur joueur des séries, Norris du meilleur défenseur et plus-moins.

### Arbre de qualification
|  | Quarts de finale               | Quarts de finale         | Quarts de finale       | Quarts de finale       |                        |                        | Demi-finales           | Demi-finales           | Demi-finales           | Demi-finales           |  |  | Finale                         | Finale                         | Finale                         | Finale                         |
|  |                                |                          |                        |                        |                        |                        |                        |                        |                        |                        |  |  |                                |                                |                                |                                |
|  | 5, 6, 8, 9 et 11 avril         | 5, 6, 8, 9 et 11 avril   | 5, 6, 8, 9 et 11 avril | 5, 6, 8, 9 et 11 avril |                        |                        | 18, 20, 23 et 25 avril | 18, 20, 23 et 25 avril | 18, 20, 23 et 25 avril | 18, 20, 23 et 25 avril |  |  | 30 avril, 2, 4, 7, 9 et 11 mai | 30 avril, 2, 4, 7, 9 et 11 mai | 30 avril, 2, 4, 7, 9 et 11 mai | 30 avril, 2, 4, 7, 9 et 11 mai |
|  | 5, 6, 8, 9 et 11 avril         | 5, 6, 8, 9 et 11 avril   | 5, 6, 8, 9 et 11 avril | 5, 6, 8, 9 et 11 avril |                        |                        | 18, 20, 23 et 25 avril | 18, 20, 23 et 25 avril | 18, 20, 23 et 25 avril | 18, 20, 23 et 25 avril |  |  | 30 avril, 2, 4, 7, 9 et 11 mai | 30 avril, 2, 4, 7, 9 et 11 mai | 30 avril, 2, 4, 7, 9 et 11 mai | 30 avril, 2, 4, 7, 9 et 11 mai |
|  | Bruins de Boston               | Bruins de Boston         | 4                      | 4                      |                        |                        | 18, 20, 23 et 25 avril | 18, 20, 23 et 25 avril | 18, 20, 23 et 25 avril | 18, 20, 23 et 25 avril |  |  | 30 avril, 2, 4, 7, 9 et 11 mai | 30 avril, 2, 4, 7, 9 et 11 mai | 30 avril, 2, 4, 7, 9 et 11 mai | 30 avril, 2, 4, 7, 9 et 11 mai |
|  | Bruins de Boston               | Bruins de Boston         | 4                      | 4                      |                        |                        | 18, 20, 23 et 25 avril | 18, 20, 23 et 25 avril | 18, 20, 23 et 25 avril | 18, 20, 23 et 25 avril |  |  | 30 avril, 2, 4, 7, 9 et 11 mai | 30 avril, 2, 4, 7, 9 et 11 mai | 30 avril, 2, 4, 7, 9 et 11 mai | 30 avril, 2, 4, 7, 9 et 11 mai |
|  | Maple Leafs de Toronto         | Maple Leafs de Toronto   | 1                      | 1                      |                        |                        | 18, 20, 23 et 25 avril | 18, 20, 23 et 25 avril | 18, 20, 23 et 25 avril | 18, 20, 23 et 25 avril |  |  | 30 avril, 2, 4, 7, 9 et 11 mai | 30 avril, 2, 4, 7, 9 et 11 mai | 30 avril, 2, 4, 7, 9 et 11 mai | 30 avril, 2, 4, 7, 9 et 11 mai |
|  | Maple Leafs de Toronto         | Maple Leafs de Toronto   | 1                      | 1                      | Bruins de Boston       | Bruins de Boston       | 4                      | 4                      |                        |                        |  |  | 30 avril, 2, 4, 7, 9 et 11 mai | 30 avril, 2, 4, 7, 9 et 11 mai | 30 avril, 2, 4, 7, 9 et 11 mai | 30 avril, 2, 4, 7, 9 et 11 mai |
|  | 5, 6, 8, 9, 11, 13 et 16 avril |                          |                        |                        | Bruins de Boston       | Bruins de Boston       | 4                      | 4                      |                        |                        |  |  | 30 avril, 2, 4, 7, 9 et 11 mai | 30 avril, 2, 4, 7, 9 et 11 mai | 30 avril, 2, 4, 7, 9 et 11 mai | 30 avril, 2, 4, 7, 9 et 11 mai |
|  |                                |                          | Blues de Saint-Louis   | Blues de Saint-Louis   | 0                      | 0                      |                        |                        |                        |                        |  |  | 30 avril, 2, 4, 7, 9 et 11 mai | 30 avril, 2, 4, 7, 9 et 11 mai | 30 avril, 2, 4, 7, 9 et 11 mai | 30 avril, 2, 4, 7, 9 et 11 mai |
|  | North Stars du Minnesota       | North Stars du Minnesota | Blues de Saint-Louis   | Blues de Saint-Louis   | 0                      | 0                      | 3                      | 3                      |                        |                        |  |  | 30 avril, 2, 4, 7, 9 et 11 mai | 30 avril, 2, 4, 7, 9 et 11 mai | 30 avril, 2, 4, 7, 9 et 11 mai | 30 avril, 2, 4, 7, 9 et 11 mai |
|  | North Stars du Minnesota       | North Stars du Minnesota | 16, 18, 20 et 23 avril |                        |                        |                        | 3                      | 3                      |                        |                        |  |  | 30 avril, 2, 4, 7, 9 et 11 mai | 30 avril, 2, 4, 7, 9 et 11 mai | 30 avril, 2, 4, 7, 9 et 11 mai | 30 avril, 2, 4, 7, 9 et 11 mai |
|  | Blues de Saint-Louis           | Blues de Saint-Louis     | 4                      | 4                      |                        |                        |                        |                        |                        |                        |  |  | 30 avril, 2, 4, 7, 9 et 11 mai | 30 avril, 2, 4, 7, 9 et 11 mai | 30 avril, 2, 4, 7, 9 et 11 mai | 30 avril, 2, 4, 7, 9 et 11 mai |
|  | Blues de Saint-Louis           | Blues de Saint-Louis     | 4                      | 4                      | Bruins de Boston       | Bruins de Boston       | 4                      | 4                      |                        |                        |  |  |                                |                                |                                |                                |
|  | 5, 6, 8 et 9 avril             |                          |                        |                        | Bruins de Boston       | Bruins de Boston       | 4                      | 4                      |                        |                        |  |  |                                |                                |                                |                                |
|  |                                |                          | Rangers de New York    | Rangers de New York    | 2                      | 2                      |                        |                        |                        |                        |  |  |                                |                                |                                |                                |
|  | Black Hawks de Chicago         | Black Hawks de Chicago   | Rangers de New York    | Rangers de New York    | 2                      | 2                      | 4                      | 4                      |                        |                        |  |  |                                |                                |                                |                                |
|  | Black Hawks de Chicago         | Black Hawks de Chicago   |                        |                        |                        |                        |                        |                        |                        |                        |  |  |                                |                                |                                |                                |
|  | Penguins de Pittsburgh         | Penguins de Pittsburgh   | 0                      | 0                      |                        |                        |                        |                        |                        |                        |  |  |                                |                                |                                |                                |
|  | Penguins de Pittsburgh         | Penguins de Pittsburgh   | 0                      | 0                      | Black Hawks de Chicago | Black Hawks de Chicago | 0                      | 0                      |                        |                        |  |  |                                |                                |                                |                                |
|  | 5, 6, 8, 9, 11 et 13 avril     |                          |                        |                        | Black Hawks de Chicago | Black Hawks de Chicago | 0                      | 0                      |                        |                        |  |  |                                |                                |                                |                                |
|  |                                |                          | Rangers de New York    | Rangers de New York    | 4                      | 4                      |                        |                        |                        |                        |  |  |                                |                                |                                |                                |
|  | Rangers de New York            | Rangers de New York      | Rangers de New York    | Rangers de New York    | 4                      | 4                      | 4                      | 4                      |                        |                        |  |  |                                |                                |                                |                                |
|  | Rangers de New York            | Rangers de New York      |                        |                        |                        |                        |                        | 4                      |                        |                        |  |  |                                |                                |                                |                                |
|  | Canadiens de Montréal          | Canadiens de Montréal    | 2                      | 2                      |                        |                        |                        |                        |                        |                        |  |  |                                |                                |                                |                                |
|  | Canadiens de Montréal          | Canadiens de Montréal    | 2                      | 2                      |                        |                        |                        |                        |                        |                        |  |  |                                |                                |                                |                                |
|  |                                |                          |                        |                        |                        |                        |                        |                        |                        |                        |  |  |                                |                                |                                |                                |

### Classement des joueurs
- * Les statistiques écrites en gras sont celles des meneurs de l'équipe.

| Joueur             | Poste | PJ | B | A  | Pts | Pun |
| ------------------ | ----- | -- | - | -- | --- | --- |
| Phil Esposito      | C     | 15 | 9 | 15 | 24  | 24  |
| Bobby Orr          | D     | 15 | 5 | 19 | 24  | 19  |
| Johnny Bucyk       | AG    | 15 | 9 | 11 | 20  | 6   |
| Ken Hodge          | AD    | 15 | 9 | 8  | 17  | 62  |
| John McKenzie (en) | AD    | 15 | 5 | 12 | 17  | 37  |
| Fred Stanfield     | AG    | 15 | 7 | 9  | 16  | 0   |
| Mike Walton        | C     | 15 | 6 | 6  | 12  | 13  |
| Wayne Cashman      | AD    | 15 | 4 | 7  | 11  | 42  |
| Ed Westfall        | AD    | 15 | 4 | 3  | 7   | 10  |
| Garnet Bailey      | AG    | 13 | 2 | 4  | 6   | 16  |
| Don Awrey          | D     | 15 | 0 | 4  | 4   | 45  |
| Dallas Smith (en)  | D     | 15 | 0 | 4  | 4   | 22  |
| Don Marcotte       | AG    | 14 | 3 | 0  | 3   | 6   |
| Derek Sanderson    | C     | 11 | 1 | 1  | 2   | 44  |
| Carol Vadnais      | D     | 15 | 0 | 2  | 2   | 43  |
| Ted Green          | D     | 10 | 0 | 0  | 0   | 0   |
| Chris Hayes        | AG    | 1  | 0 | 0  | 0   | 0   |
| Garry Peters (en)  | C     | 1  | 0 | 0  | 0   | 0   |

| Joueur         | PJ | V | D | Min | BC | Bl | M    |
| -------------- | -- | - | - | --- | -- | -- | ---- |
| Gerry Cheevers | 8  | 6 | 2 | 483 | 21 | 2  | 2,61 |
| Eddie Johnston | 7  | 6 | 1 | 420 | 13 | 1  | 1,86 |